# Музейна справа в Україні
Музейна справа в Україні

## Державна частина Музейного фонду України
За даними Державної служби статистики України станом на початок 2017 року в Україні налічувалось 576 музеїв державної та комунальної форми власності, які зберігають державну частину Музейного фонду України. В складі цих музеїв функціонують 122 філії. Інформація зібрана Держстатом не включає музеї, розташовані на тимчасово окупованій території АРК та м. Севастополь. Інформація по Донецькій та Луганській областях подано за наявними даними.
Музеї за профілем:
- Природничі – 3;
- Історичні – 190;
- Літературні – 48;
- Художні – 37;
- Мистецькі – 31;
- Комплексні – 229;
- Галузеві – 8;

Інші – 30.
Загальна кількість предметів:
- основного фонду – музейних предметів державної частини Музейного фонду України – 11591707 од.;
- науково- допоміжного фонду – 6017370.

Разом з тим, інформація, що збирається Держстатом за формою державних статистичних спостережень № 8-нк (річна) «Звіт про діяльність музею» не відображає повної картини як діяльності музеїв так і кількості основного фонду.
В результаті співпраці з музейними закладами країни Мінкультури встановлено, що не в усіх музейних закладах країни Держстат збирав таку інформацію.
З початку 2019 року функцію збору та узагальнення інформації щодо діяльності музейних закладів країни планується перебрати від Держкомстату до Мінкультури. Проектами розпорядчих актів передбачається збір більшого обсягу інформації з залученням ширшого кола закладів культури.
У зв’язку з відсутністю централізованого обліку музейних предметів державної частини Музейного фонду України, проблемним залишається питання переліку музейних предметів державної частини Музейного фонду України, що знаходяться в музеях, розміщених на окупованій території АРК , м. Севастополь та тимчасово непідконтрольних територіях Донецької та Луганської областей. Однак, Міністерством ведеться робота по створенню переліку музейних предметів що залишилися в музейних закладах, розташованих на тимчасово окупованій території АРК, в напрямку чого досягнуто певних результатів.
Крім цього, Міністерством з залученням спеціальних органів проводиться робота по збору відповідної інформації щодо юридичних осіб РФ, які всупереч законодавству України у сфері музейної справи використовують музейні предмети державної частини Музейного фонду України з метою накладення відповідних санкцій.
Станом на квітень 2018 не передбачено централізованого обліку музейних предметів державної частини Музейного фонду України. До врегулювання цього питання на законодавчому рівні Міністерством, крім переліку музейних предметів, що залишилися в музейних закладах, розташованих на тимчасово окупованій території АРК проводиться збір та накопичення:
- інформації щодо облікових позначень, які використовуються для маркування музейних предметів закладами державної та комунальної форм власності.
- перелік музейних предметів викрадених, невиявлених під час звірення, втрачених під час Другої світової війни, невиявлених у фондах музеїв з інших причин;

Практичним застосуванням інформації може стати:
- прискорення встановлення (ідентифікації) закладу, якому належить музейний предмет у разі виявлення маркованої культурної цінності  правоохоронними органами поза межами музейного закладу;
- підтвердження належності культурної цінності до державної частини Музейного фонду України, в кримінальних провадженнях щодо незаконних дій третіх осіб по відношенню до цих предметів, у тому числі в міжнародних судових інстанціях за позовами до РФ.

## Музейні органи при Міністерстві культури України

### Музейна рада при Міністерстві культури України
Основними завданнями Ради є:
- сприяння у забезпеченні комунікації Мінкультури з представниками професійної громадськості;
- моніторинг ефективності чинного законодавства щодо музейної справи та суміжних питань;
- надання Мінкультури рекомендацій та пропозицій щодо формування та реалізації державної політики у сфері музейної справи.

### Експертно-фондова комісія Міністерства культури України
4 листопада 2016 року відбулося перше засідання. ЕФК працює постійно. Засідання проходять не рідше одного разу на квартал.
Основними завданнями ЕФК є:
- надання рекомендацій та пропозицій щодо вилучення музейних предметів, що належать до основного фонду, з фондово-облікової документації музейних закладів, переведення музейних предметів з основного до науково-допоміжного фонду, анулювання подвійного обліку музейних предметів у фондово-обліковій документації;
- розгляд документів про проведення повного звірення наявності музейних предметів та музейних колекцій державної частини Музейного фонду України музейними закладами, підготовка рекомендацій щодо затвердження таких документів;
- надання рекомендацій щодо усунення недоліків, виявлених в обліку, зберіганні та використанні музейних предметів, музейних колекцій, предметів музейного значення, покращення якості їх обліку та умов зберігання;

проведення експертної оцінки та надання пропозицій щодо включення унікальних музейних предметів, музейних колекцій, музейних зібрань Музейного фонду України та предметів музейного значення, що підлягають внесенню до Державного реєстру національного культурного надбання;
інші питання, пов’язані з обліком та зберіганням музейних предметів, музейних колекцій та предметів музейного значення.

## Всеукраїнські заходи  2017
У 2017 році на базі Національного музею історії України у Другій світовій війні. Меморіальний комплекс  проведено всеукраїнський семінар-практикум «Музеї в сучасному світі».
В 2018 році на базі Національного музею літератури України проведено семінар-практикум головних зберігачів музейних  закладів та заповідників сфери управління Мінкультури.
За безпосередньої участі та сприяння Міністерства, до нагоди 100 – річчя від дня народження письменника, громадського діяча, першого лауреата Національної премії імені Тараса Шевченка, Голови Спілки письменників України, академіка НАН України, Героя України 3 квітня 2018 року в приміщені Київського національного університету імені Тараса Шевченка відкрито музей – кімнату Олеся Гончара.
Міністерством у 2017 році створено Державне унітарне підприємство «Дирекція з будівництва другої черги Національного музею «Меморіал жертв Голодомору», якому передано функції замовника та до завдань якого віднесено виготовлення науково-проектної, проектної документації та безпосередньо проведення будівельних робіт.
Сформована міжнародна робоча група зі створення художньо-візуальної концепції експозиції Музею Голодомору у складі будівництва другої черги Меморіального комплексу пам’яті жертв Голодомору 1932-1933 рр.
На засіданні Організаційного комітету, що відбулося 17 жовтня 2017 року, означена концепція була презентована та схвалена.
У 2017 році рішенням Київської міської ради затверджено проект землеустрою щодо відведення земельних ділянок Національному музею «Меморіал жертв Голодомору» для експлуатації та обслуговування Національного музею «Меморіал жертв Голодомору» на вул. Лаврській, 3 у Печерському районі м. Києва».
У 2017 році від Центру всесвітньої спадщини ЮНЕСКО отримано технічну оцінку ІКОМОС щодо запланованих робіт зі спорудження другої черги Національного музею «Меморіал жертв Голодомору» в межах буферної зони об’єкта всесвітньої спадщини ЮНЕСКО «Київ: Собор Святої Софії та прилеглі монастирські споруди, Києво-Печерська Лавра», згідно з якою новий проект будівництва не матиме негативного впливу на визначну світову цінність українського об’єкта всесвітньої спадщини ЮНЕСКО. Документ ІКОМОС містить ряд зауважень, які носять виключно технічний характер.
Розпорядженням Кабінету Міністрів України від 06.12.2017 № 866-р схвалено ескізний проект «Реконструкція І черги Меморіального комплексу пам’яті жертв Голодоморів в Україні з будівництвом II черги Національного музею «Меморіал жертв Голодомору» Меморіального комплексу пам’яті жертв Голодомору в Україні по вул. Лаврській, 3 у Печерському районі м. Києва». 
3 квітня члени Уряду заклали капсулу будівництва другої черги Національного музею «Меморіал жертв Голодомору».
Середньостроковим планом пріоритетних дій Уряду до 2020 року, затвердженим розпорядженням Кабінету Міністрів України від 3 квітня           2017 року № 275-р, передбачено створення електронного інформаційного ресурсу культурної спадщини і культурних цінностей з базами даних про об’єкти культурної спадщини, культурні цінності, у тому числі предмети Музейного фонду України.
Для створення у складі зазначеного ресурсу окремого модулю «Музейний фонд України»  Міністерством культури України раніше було прийнято наказ                від 09.09.2016 № 784 “Про затвердження Порядку обліку музейних предметів          в електронній формі», яким було затверджено стандарти метаданих для  розробки програмного забезпечення  обліку музейних предметів в електронній формі.
З метою розробки програмного забезпечення обліку музейних предметів в електронній формі наразі проводяться пілотні проекти на базі регіональних музеїв.

## Історія
Початки колекціонування унікальних та рідкісних речей в Україні сягають у добу Київської Русі, коли при церквах та монастирях, у маєтках представників світської й духовної влади, аристократії почали накопичуватися перші збірки пам'яток. Відомі також приватні зібрання пізнішого часу, якими володіли українські гетьмани і козацька старшина, заможні верстви населення. Становлення музейництва в цілому і в Україні зокрема було викликано об'єктивною соціальною потребою в створенні інституцій поліфункціонального характеру з метою нагромадження, збереження, дослідження і популяризації культурних надбань, організації краєзнавчого руху на місцях.
Виникнення й розвиток перших музеїв в Україні припадають на 19 – поч. 20 ст. і завдячують переважно приватній ініціативі окремих осіб та численних наукових, культурно-освітніх і церковних товариств, комітетів, комісій, навч. закладів, органів місц. самоврядування, у віданні яких вони перебували.
Серед перших музеїв в Україні – кабінети рідкостей при Чорномор. гідрографічному депо в Миколаєві (1803) та при Харків. університеті (1807). З-поміж найвідоміших власників приватних музеїв і зібрань музейного значення 19 – поч. 20 ст. – О.Бобринський, Т.Легоцький, А.Петрушевич, О.Поль, К.Скаржинська, В.Тарновський, Б.Ханенко (див. Б. і В. Ханенки), Ф.Штейнгель, А.Шептицький, родини Шодуарів, Терещенків, Оссолінських, князів Любомирських та ін.
Значного поширення набули музеї навч. закладів: київ. Університету св. Володимира (нині Київський національний університет імені Тараса Шевченка; див. також Музеї київського Університету святого Володимира), Новорос. університету (нині Одеський національний університет), Харків. університету (нині Харківський національний університет), Львів. університету (нині Львівський національний університет), Чернів. університету (нині Чернівецький національний університет), Церковно-археологічний музей при Київській духовній академії, а також при реальних і комерційних уч-щах, Вищих жін. курсах тощо.
Найвідоміші музеї наук. й культурно-освіт. товариств та губернських учених архівних комісій – Музей Одеського товариства історії та старожитностей, Музей Наукового товариства імені Шевченка у Львові, Музей Харківського історико-філологічного товариства, Музей Товариства дослідників Волині в Житомирі, музей Українського наукового товариства в Києві, Київський воєнно-історичний музей (Київського відділу Імператорського Російського воєнно-історичного товариства), Подільський музей Товариства "Народна школа" в Тернополі, Київський художньо-промисловий і науковий музей (Київського товариства старожитностей і мистецтв); Музей Таврійської губернської вченої архівної комісії, Музей Чернігівської губернської вченої архівної комісії та ін.
Помітну роль у розвитку музейництва відігравали музеї губернських земств – Полтавського, Таврійського (у Сімферополі), Херсонського, Музей українських старожитностей імені В.Тарновського Чернігівського губернського земства, музеї органів міськ. самоврядування – Історичний музей міста Львова, Національний музей імені короля Яна III у Львові, Одес. міський музей старожитностей, Харківський міський художньо-промисловий музей та ін. Окрему групу становили церк. музеї, що діяли переважно при братствах, єпархіях, церк. товариствах і комітетах: Давньосховище Свято-Володимирського православного братства у Володимирі-Волинську (нині м. Володимир-Волинський), Волинське єпархіальне давньосховище (у Житомирі), Полтавське єпархіальне давньосховище, Чернігівське єпархіальне сховище старожитностей, Харків. єпархіальний церковно-археол. музей, Музей Ставропігійського інституту і Церк. музей у Львові (згодом – Національний музей у Львові), Давньосховище Подільського єпархіального історико-статистичного комітету в Кам'янці-Подільську (нині м. Кам'янець-Подільський) тощо.
На поч. 20 ст. музейна мережа охоплювала всі регіони України. Найзначніша її частина була зосереджена у великих містах, таких як Київ, Львів, Одеса, Харків, Чернігів. У цей період почала оформлюватися профільна спеціалізація музейних закладів за змістовно-тематичним характером збірок – археол., істор., етногр., художні, природничі, комплексні тощо. З'явились і перші меморіальні музеї, зокрема: М.Гоголя – при Ніжинському історико-філологічному інституті князя Безбородька, П.Куліша на х. Мотронівка Черніг. губ. (нині у складі с. Оленівка Борзнянського р-ну Черніг. обл.), Т.Шевченка – у Каневі біля могили Кобзаря, А.Чехова в Ялті та Харкові. Загалом на поч. 20 ст. в Україні діяли понад 140 музеїв і закладів музейного типу.

## За радянської влади
Із встановленням рад. влади всі музеї було націоналізовано, до них передано конфісковані приватні збірки, майно церков та монастирів. У 1920-х рр. спостерігалася тенденція до заснування музеїв нац. значення, а також наукових й регіональних, що збіглося із заг. укр. культ. піднесенням. У Києві створено Укр. нац. геол. музей, Всеукр. істор. музей ім. Т.Шевченка (нині Національний музей історії України), Всеукраїнське музейне містечко в Києво-Печерській лаврі, Кабінет антропології та етнології імені Ф.Вовка при ВУАН і Музей мистецтв ВУАН (на основі зібрання подружжя Ханенків; нині Музей мистецтв імені Богдана і Варвари Ханенків), у Житомирі – Волин. центр. н.-д. музей (нині Житомирський краєзнавчий музей), у Харкові постав Музей Слобідської України ім. Г.Сковороди (нині Харківський історичний музей), в Одесі – Музей "Степова Україна", у Сімферополі – Центр. музей Тавриди (нині Кримський республіканський краєзнавчий музей).
Зростала мережа музеїв революції та краєзнавчих. У 1930-х рр. здійснено реорганізацію музейних закладів з метою перетворення їх на ідеологічні установи, осн. завданням яких була популяризація ідей комуніст. партії, переваг соціаліст. ладу. З експозицій усувались укр. матеріали. Велика кількість фахівців музейної справи зазнала репресій і переслідувань. Під час Другої світової війни музейні збірки зазнали значних втрат у ході евакуації та внаслідок вивезення їхніх колекцій до Німеччини.
По війні в Україні склалася розгалужена музейна мережа, яка включала держ. музеї, що перебували переважно у віданні Мін-ва к-ри УРСР, АН УРСР (нині Національна академія наук України), окремих відомств і товариств, та музеї на громад. засадах. Кращим з останніх надавався статус "народних". За профільним спрямуванням мережа була досить розгалуженою, у кожній профільній групі визначався провідний музей, що виконував науково-методичні функції. Характерною рисою музейного будівництва цього періоду було поширення музеїв В.Леніна, історико-революційних, історико-партійних, історії комсомолу. Від 1960-х рр. розбудовувалася мережа етногр. музеїв, у т. ч. нар. арх-ри та побуту, музеїв-заповідників.

## В незалежній Україні
Із здобуттям Україною незалежності 1991 настав новий етап в історії музейництва. У процесі реорганізації майже зникли заклади, присвячені історії партії і комсомолу, Жовтневому перевороту в Петрограді 1917. Натомість виникли музеї з історії Української революції 1917–1921, присвячені укр. нац. руху, Організації українських націоналістів, Українській повстанській армії (як загальноісторичні, так і меморіальні – персональні та монографічні). З 1990-х рр. 28 провідним музеям та заповідникам надано статус "національних". Серед них – Національний музей історії України, Національний художній музей України, Нац. музей Т.Шевченка, Національний музей літератури України, Меморіальний комплекс "Національний музей історії України у Другій Світовій війні" (див. Великої Вітчизняної війни 1941–1945 років національний музей), Національний музей медицини України, Національний науково-природничий музей України НАН України, Національний заповідник "Софія Київська", Києво-Печерський національний історико-культурний заповідник (усі у Києві), Національний музей у Львові імені Андрея Шептицького, Національний заповідник "Хортиця" (в межах м. Запоріжжя), Національний історико-меморіальний заповідник Поле Берестецької битви в с. Пляшева Рівненської обл., Національний заповідник "Херсонес Таврійський" у м. Севастополь й ін.
У червні 1995 ВР України ухвалила перший в історії держави Закон України «Про музеї та музейну справу».
Станом на 2008 музейна мережа України налічувала 478 держ. музеїв, які є юрид. особами. В їх складі діють 110 музейних установ на правах філіалів і 918 – на правах відділів. Музеїв, що перебувають у віданні підпр-в, установ та орг-цій, в яких зберігаються музейні колекції та музейні предмети, котрі є держ. власністю і належать до держ. частини Музейного фонду України, налічується бл. 1100. При загальноосвітніх, позашкільних, професійно-тех. та вищих навч. закладах у системі Мін-ва освіти і науки України функціонують понад 2500 музеїв на громад. засадах. У незалежній Україні сформувалася також мережа приватних та церк. музейних установ. Музейний фонд країни налічує понад 12 млн рухомих пам'яток усіх видів і типів. Серед них чимало істор. реліквій, шедеврів нац. і світ. к-ри. Центр. органом держ. виконавчої влади в галузі музейної справи є Мін-во к-ри та туризму України.
Проекти розвитку музейної галузі України та окремих її складових здійснюють також доброчинні фонди, громадські орг-ції. Зокрема, в рамках програми "Центр розвитку музейної справи" Міжнар. фонду "Україна 3000" за підтримки Швейцарської культ. програми в Україні 2005 створено інтернет-портал "Музейний простір України". З 2006 він підтримується громад. орг-цією "Український центр розвитку музейної справи". З 2004 видається ж. "Музеї України".